# Cylindroiulus solarius
Cylindroiulus solarius är en mångfotingart som beskrevs av Karl Wilhelm Verhoeff 1942. Cylindroiulus solarius ingår i släktet Cylindroiulus och familjen kejsardubbelfotingar. Inga underarter finns listade i Catalogue of Life.